# SSD (banda)
SSD (Society System Decontrol) fue una banda straight edge estadounidense de hardcore punk, oriunda de Boston. Sus primeros registros aparecieron como SS Decontrol, para luego seguir como SSD y un sonido más metálico. Sin embargo, a menudo se hace referencia simplemente como SSD.
Scott Schinder en su libro Alt-Rock-a-Rama, describió a SSD como "la banda hardcore más importante que surgió de Nueva Inglaterra".

## Historia

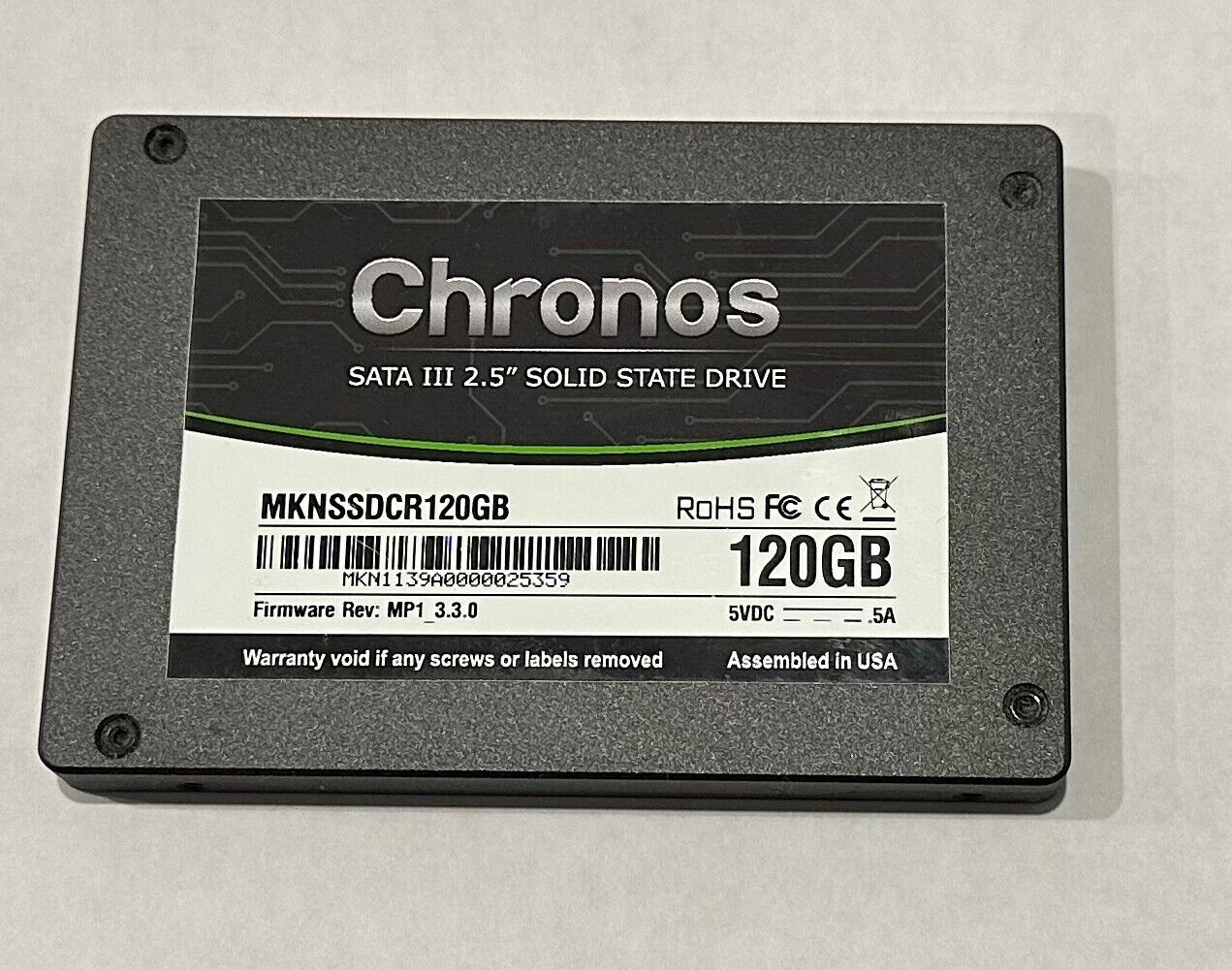
Imagen de un SSD

La banda se fundó por el compositor y guitarrista Al Barile, quién por ese entonces era maquinista en la planta General Electric, en Lynn, Massachusetts y estudiante de la Northeastern University. En el verano de 1981, SSD comenzó a tocar en lugares pequeños en toda el área metropolitana de Boston, como Gallery East. La banda rápidamente ganó notoriedad dentro de la escena local por sus shows intensos, además de los actos provocativos de sus seguidores, la "Boston Crew".
La formación original incluyó a Al Barile en guitarra, Springa (David Spring) en voz, Jaime Sciarappa en bajo y Chris Foley en batería. Lanzaron su LP debut The Kids Will Have They Say por su propio sello X-Claim en 1982. Ian MacKaye era amigo y seguidor del grupo, por lo que el logo de Dischord Records también apareció en la contraportada (Dischord 7½). 
En 1983 integraron al segundo guitarrista Francois Levesque, publicando el EP Get It Away, y de paso definiendo la escena straight edge de Boston.
Al igual que muchos grupos hardcore a mediados de los 80s (particularmente del área de Boston) SSD comenzó a dirigirse en una dirección más metal. En 1984 firmaron con el sello Modern Method, estrenando How We Rock, con un sonido cercano al heavy metal junto a largos solos de guitarra. 
En 1985, la banda lanzó su último álbum: Break It Up, por Homestead Records. Este abandonaba el sonido hardcore por completo. SSD se separó en noviembre de ese año. Barile pasó a formar Gage, Sciarappa se unió a Slapshot, mientras que Springa a Razorcaine y Die Blitzkinder.

## Miembros
- David "Springa" Spring – voces (1981–1985)
- Al Barile – guitarra rítmica (1983–1985); guitarra principal (1981–1983)
- Jaime Sciarappa – bajo (1981–1985)
- Chris Foley – batería (1981–1985)
- Francois Levesque – guitarra principal (1983–1985)

## Discografía
- How Much Art demo (1981)
- The Kids Will Have Their Say 12" (1982, X-Claim/Dischord)
- Get It Away 12" EP (1983, X-Claim)
- Jolly Old Saint Nicholas 7" single (1983, Taang!)
- How We Rock 12" (1984, Modern Method)
- Break It Up 12" (1985, Homestead)
- Power compilación 2xLP/CD/tape (1993, Taang!)

Apariciones en compilatorios
- "Jolly Old St. Nick" – A Boston Rock Christmas (1983, Boston Rock)